# 泥炭沼澤森林

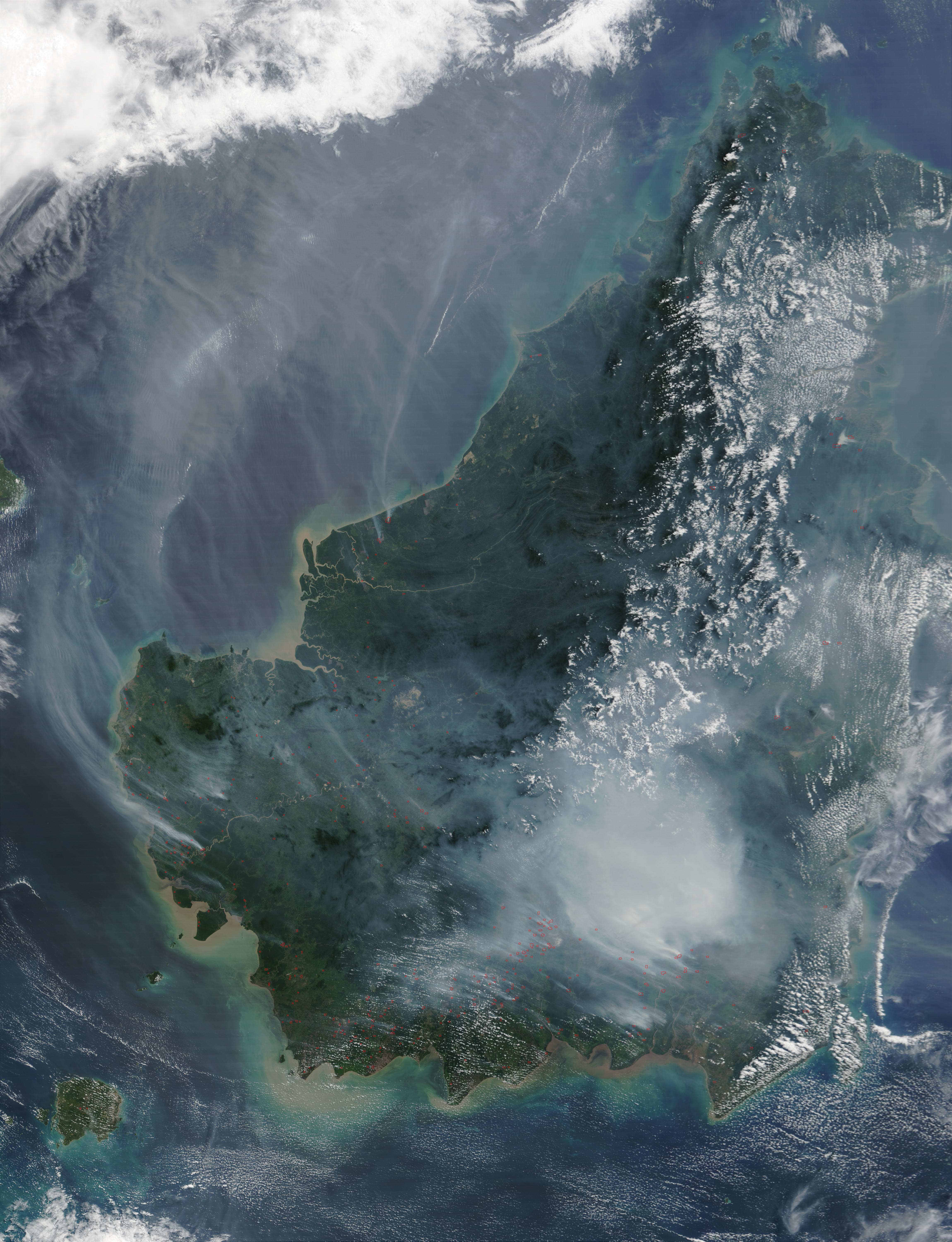
2002年8月19日婆罗洲的卫星图像，示其燃烧中的泥炭沼泽森林

泥炭沼泽森林（Peat swamp forests）为热带潮湿森林，土壤长期浸水，枯叶和木头无法完全分解，逐渐形成厚厚的酸性泥炭层。泥炭沼泽森林大多存在于高海拔地区。
泥炭沼泽森林通常被土壤排水良好的低地雨林，或沿海的半海水或海水红树林包围。
印度尼西亚政府已将婆罗洲大量的泥炭沼泽森林砍伐掉，转变为农业用地。1997年8月和2002年3月旱季的大型山火摧毁了大量泥炭沼泽森林。欧洲航天局研究发现，泥炭沼泽森林是地球重要的碳汇，1997年8月的山火向大气中排放了25亿吨碳，2002年3月的山火则向大气中排放了2亿至10亿吨碳。印度尼西亚拥有世界上50%的热带泥炭沼泽。

## 泥炭沼泽森林区
- 婆罗洲泥炭沼泽森林（文莱，印度尼西亚，马来西亚）
- 西马来西亚泥炭沼泽森林（马来西亚，泰国）
- 苏门答腊泥炭沼泽森林（印度尼西亚）
- 洞里萨湖－湄公河泥炭沼泽森林（柬埔寨，越南）

## 扩展阅读
- Envisat focuses on carbon-rich peat swamp forest fires (European Space Agency) （页面存档备份，存于）